# سیارک ۷۴۷۵
سیارک ۷۴۷۵ (به انگلیسی: 7475 Kaizuka، نامگذاری:1992UX5) هفت هزار و چهارصد و هفتاد و پنجمین سیارک کشف شده‌است که در ۲۸ اکتبر ۱۹۹۲ کشف شد.
قدر مطلق سیارک برابر ۱۳٫۷۰ است.